# 1909年の日本公開映画
- 映画 > 映画の一覧 > 年度別日本公開映画 > 1909年の日本公開映画
- 映画 > 1909年の映画 > 1909年の日本公開映画

1909年の日本公開映画（1909ねんのにほんこうかいえいが）では、1909年（明治42年）1月1日から同年12月31日までに日本で商業公開された映画の一覧を記載。
記載の凡例については年度別日本公開映画#凡例を参照

## 作品一覧
日本映画だけで197作品が公開された。

### 1月
- 5日
  - 己が罪（続）(吉沢商店)
- 7日
  - 碁盤忠信 吉野山 雪中の格闘(M・パテー商会)
  - 加賀見山(横田商会)
  - 丸橋忠弥 (横田商会)
  - 細川血達磨 (横田商会)
  - 美しき農夫の娘
  - ホトトギス
  - 婦女貞鑑
  - 父の罪
  - 娘気質
- 14日
  - 女夫泥棒 (M・パテー商会)
  - 老女の真まごころ (M・パテー商会)
- 15日
  - 紙屑屋 (横田商会)
  - 花川戸幡随院の長兵衛 (横田商会)
  - 誤解の種
  - 美人薄命
- 22日
  - 絵本太閤記
  - 孝子の罪
  - 釣道楽
  - 雇乞食
- 26日
  - 修学旅行
- 29日
  - 危機一髪
  - 証拠の手傷
  - 博愛
  - 羅馬恋

### 2月
- 1日
  - 柳生父子の御前試合 (横田商会)
  - 苦心の結婚
  - 軍用の名犬
- 3日
  - 壺坂霊験記 (M・パテー商会)
- 6日
  - 良心の勝利
- 8日
  - 果敢なき恋
- 10日
  - 女夫波 (吉沢商店)
- 14日
  - 朝の露
  - シーレル譚
- 15日
  - 袴垂保輔 (横田商会)
  - 血の涙
- 17日
  - 憂き世の六年間
  - 少年母を助く
  - 美人馬の乗り初め
- 19日
  - 醒めての悔悟
- 24日
  - 琵琶歌 (M・パテー商会)
  - 狂女の血涙 (M・パテー商会)
  - 心の鬼 (M・パテー商会)
  - 夢泡雪 (M・パテー商会)
- 25日
  - 赤垣源蔵

### 3月
- 1日
  - 磯の夜嵐 (M・パテー商会)
  - 菅原伝授手習鑑（菅原天神記） (横田商会,牧野省三)
  - 明烏夢の泡雪 (横田商会,牧野省三)
  - 想夫憐 (吉沢商店)
  - 小英雄
  - 母の慈愛
  - 犠牲
  - 賊魁之娘
- 8日
  - 善悪神の訓
- 10日
- 佐倉宗五郎一代記 (M・パテー商会)
- 安宅 (吉沢商店)
- 道中膝栗毛 (吉沢商店)
- 乳姉妹 (吉沢商店)
- 北極探検
- サイチエ姫
- 14日
  - 音楽好きの子供
  - 虚栄の戒
  - 女心
- 16日
  - 伊賀越仇討 (M・パテー商会)
  - 鎌倉三代記 (M・パテー商会)
- 19日
  - 遺言状
  - 命乞ひ
- 21日
  - 女俊寛
- 31日
  - 錣引 (吉沢商店)
  - 成田利生記 (吉沢商店)

### 4月
- 1日
  - 侯爵夫人
- 2日
  - 傾城阿波鳴戸 (吉沢商店)
  - 子持山姥 (吉沢商店)
- 3日
  - 落花の名残
- 12日
  - 塩原多助名馬譚 (M・パテー商会)
  - 母の茲愛 (M・パテー商会)
  - 佐倉宗五郎義民伝一代記 (横田商会)
  - 児島高徳誉の桜 (横田商会,牧野省三)
- 14日
  - 高時天狗舞
- 15日
  - 宇治橋式 (横田商会)
- 20日
  - 梵字の文覚 (M・パテー商会)
  - 清水一角 (吉沢商店)
- 21日
  - 血の涙 (吉沢商店)
- 25日
  - 松風村雨
- 30日
  - 新二義軍記

### 5月
- 1日
  - 一輪車の疾走 (M・パテー商会)
  - 新朝顔日記 (横田商会)
  - 三勝半七 (横田商会)
  - 子煩悩恋の闇 (横田商会)
  - 新桃太郎
- 2日
  - 捨児 (M・パテー商会)
  - 新夜の鶴 (M・パテー商会)
- 3日
  - 剣の舞 (吉沢商店)
- 8日
  - 楠正成 (M・パテー商会)
- 11日
  - 御所桜弁慶上使 (M・パテー商会)
  - 浅間獄時鳥殺し (M・パテー商会)
- 14日
  - 心の光 (M・パテー商会)
  - 物忘草の由来 (M・パテー商会)
  - 夢の托宣 (M・パテー商会)
  - 吉富巡査の誉
- 15日
  - 堀部安兵衛高田の馬場十八番切 (横田商会)
  - 禁酒の夢
  - 子供の自転車
- 16日
  - 鈴木主水 (M・パテー商会)
- 18日
  - 斎藤実盛 (吉沢商店)
- 23日
  - 日本桜 (M・パテー商会,岩藤思雪)
- 27日
  - 焼野のきゞす (吉沢商店)
- 28日
  - 孤児か天使か (M・パテー商会)
  - 島の女太夫 (M・パテー商会)
- 30日
  - 浦島太郎 (吉沢商店)
  - 六代目のいたづら

### 6月
- 1日
  - 他人の借金払
  - かさね身うり殺し場 (M・パテー商会)
  - 日高入相桜 (M・パテー商会)
  - 野崎村 (M・パテー商会)
  - 伊勢音頭恋寝刃 (横田商会)
  - 新桃太郎 (横田商会)
  - 新生涯
- 8日
  - 浜子 (吉沢商店)
- 15日
  - 朝顔日記 (M・パテー商会)
  - ばけ柳 (横田商会)
  - 兄と妹
- 16日
  - 関取千両幟 (横田商会)
- 20日
  - なさぬ仲 (M・パテー商会)
- 21日
  - ほととぎす
- 23日
  - 二人かたわ (M・パテー商会)
- 25日
  - 新不如帰 (M・パテー商会,岩藤思雪)
  - 紫海苔 (吉沢商店)
  - 熊谷蓮生坊 (吉沢商店)
  - 左小刀京人形 (吉沢商店)
  - 侠客江戸房 (吉沢商店)
- 27日
  - 安達原三段目袖萩祭文の場（奥州安達ケ原） (横田商会,牧野省三)

### 7月
- 1日
  - 夏祭り浪花鑑 (横田商会)
  - 雪中梅
  - 活動写真の製法
  - 従業者の犯罪
  - 密猟者の妻
- 4日
  - 堀川猿廻し場 (M・パテー商会)
  - 思はぬ人
  - 難破船
- 8日
  - 黒潮 (吉沢商店)
- 12日
  - 宮本武蔵 (M・パテー商会)
- 13日
  - 桜田門血染雪 (吉沢商店)
- 14日
  - 桃太郎一代記 (M・パテー商会)
  - 此糸菊蟻
- 16日
  - 桜田騒動血染雪 (横田商会,牧野省三)
- 17日
  - 女船長 (M・パテー商会)
- 19日
  - 錦の旗上げ (M・パテー商会)
- 22日
  - 忘れな草の由来 (M・パテー商会)
- 26日
  - 遺恨十年 (吉沢商店)

### 8月
- 1日
  - 裾野の嵐 (M・パテー商会)
- 6日
  - 大阪大火の惨状 (M・パテー商会)
- 8日
  - 影法師 (M・パテー商会)
  - 熊本寺田村辻堂の場
- 11日
  - 夏祭 (M・パテー商会)
- 12日
  - 新桂川 (吉沢商店)
  - 毛谷村六助 (吉沢商店)
- 15日
  - 小磯ケ原 (M・パテー商会)
- 17日
  - 五条橋 (M・パテー商会)

### 9月
- 1日
  - 箱根霊験記 (M・パテー商会)
  - 鐘の響
- 2日
  - 鉄石心 (M・パテー商会)
- 7日
  - 孝行兵士 (M・パテー商会,大久保)
  - 大西郷一代記 (M・パテー商会,大久保)
- 16日
  - 陽炎 (吉沢商店)
  - 二人宗吾 (吉沢商店)
  - 須磨浦比部松風 (吉沢商店)
  - 妹背山 (吉沢商店)
- 17日
  - 孝子の鑑 (吉沢商店)
- 26日
  - 後の不如帰 (M・パテー商会)
  - 豊竹呂昇の義太夫
- 30日
  - 卍（まんじ） (M・パテー商会)

### 10月
- 1日
  - 孝行兵士 (M・パテー商会)
  - 子煩悩
- 15日
  - 人の妻 (M・パテー商会)
  - 人の親
- 18日
  - 肉弾 (M・パテー商会)
- 24日
  - 浪子夫人 (M・パテー商会)

### 11月
- 1日
  - 高祖日蓮上人一代記 (横田商会)
  - 国旗の光 (横田商会)
- 7日
  - 村上義光 (M・パテー商会)
  - 雪子夫人
- 15日
  - 袖のつゆ (横田商会)
  - 月魄 (横田商会)
  - 眼鏡の行衛 (横田商会)
- 16日
  - 落としだね (M・パテー商会)
- 19日
  - 女の望
- 21日
  - ハイカラ (吉沢商店)
  - 葛の葉子分れ (吉沢商店)

### 12月
- 1日
  - 碁盤忠信 源氏礎 (横田商会,牧野省三)
- 4日
  - 涙 (M・パテー商会)
- 9日
  - 畜生腹 (吉沢商店)
- 15日
  - 雲間の月 (横田商会)
  - 小夜嵐 (横田商会)
- 17日
  - 目黒巷談
- 20日
  - 成功の人 (M・パテー商会)

### 公開日不明
- - 新桃太郎 (M・パテー商会,岩藤思雪)